# Попхадзе, Зураб Тамазович
Зура́б Тама́зович Попха́дзе (груз. ზურაბ თამაზის ძე ფოფხაძე; 2 июня 1972, Лагодехи — 15 января 2013, Шрома, Грузия) — грузинский футболист, защитник. Известен по выступлениям за самарские «Крылья Советов», нижегородский «Локомотив», а также национальную сборную Грузии.

## Биография
Воспитанник грузинской школы футбола. В До 12 лет ходил в танцевальный кружок, но в итоге выбрал футбол. Вырос в футбольной семье — отец играл на первенство Грузии, его брат — в кутаисском «Торпедо» и «Гурии». В 1991 Зураб, его отец и дядя играли за одну команду — «Кахети» из Телави — и вышли из первой грузинской лиги в высшую. Своим главным учителем в футболе считал Реваза Дзодзуашвили. В российский футбол пришёл в 1997, подписав контракт с самарскими «Крыльями Советов». Зарекомендовал себя сильным, неуступчивым защитником, способным отобрать мяч без фола. Позже стал капитаном команды, но в 2000 из-за низкой формы был отдан в аренду в нижегородский «Локомотив». По окончании сезона подписал годичный контракт с «Крыльями», но в итоге в команде не закрепился. В 2001 играл за «Аланию», затем за «Кривбасс» и «Металлург-Кузбасс». В 1998-99 годах сыграл 4 матча за сборную Грузии в отборочном цикле ЧЕ-2000.
15 января 2013 года Попхадзе нашли повешенным в селе Шрома. Есть предположения, что он покончил с собой из-за конфликта в семье.

## Статистика
| Год        | Команда                         | Турнир                           | Место      | И          | Г          | Пр  |
| Чемпионаты | Чемпионаты                      | Чемпионаты                       | Чемпионаты | Чемпионаты | Чемпионаты |     |
| ---------- | ------------------------------- | -------------------------------- | ---------- | ---------- | ---------- | --- |
| 1990       | «Эрети» Лагодехи                | Вторая лига Грузии               | -          | 23         | 10         | -   |
| 1991       | «Эрети» Лагодехи                | Вторая лига Грузии               | -          | 13         | 11         | -   |
| 1991/92    | «Телави» Телави                 | Первая лига Грузии               | -          | 34         | -          | -   |
| 1992/93    | «Алазани» Гурджаани             | Чемпионат Грузии                 | 3          | 26         | -          | -   |
| 1993/94    | «Эрквани» Гурджаани             | Чемпионат Грузии                 | 8          | 26         | -          | -   |
| 1994/95    | «Металлург» Рустави             | Чемпионат Грузии                 | 7          | 20         | -          | -   |
| 1995/96    | «Металлург» Рустави             | Чемпионат Грузии                 | 5          | 27         | 5          | -   |
| 1997       | «Крылья Советов» Самара         | Высшая лига России               | 7          | 25         | -          | 2   |
| 1998       | «Крылья Советов» Самара         | Высший дивизион России           | 12         | 24         | 1          | 5/1 |
| 1999       | «Крылья Советов» Самара         | Высший дивизион России           | 12         | 25         | 2          | 6   |
| 2000       | «Крылья Советов» Самара         | Высший дивизион России           | 14         | 7          | -          | 3   |
| 2000       | «Крылья Советов-2» Самара       | Второй дивизион России, Поволжье | 17         | 1          | 1          | 1   |
| 2000       | «Локомотив» Нижний Новгород     | Высший дивизион России           | 15         | 12         | 1          | 5   |
| 2001       | «Алания» Владикавказ            | Высший дивизион России           | 11         | 5          | -          | 2   |
| 2001       | «Алания-д» Владикавказ          | Дублеры. Высший дивизион         | 13         | 3          | -          | 1   |
| 2002/03    | «Кривбасс» Кривой Рог           | Высшая лига Украины              | 12         | -          | -          | -   |
| 2004       | «Металлург-Кузбасс» Новокузнецк | Первый дивизион России           | 16         | 10         | -          | 3   |
| Кубки      |                                 |                                  |            |            |            |     |
| 1996/97    | «Крылья Советов» Самара         | Кубок России                     | 1/2        | 3          | 1          | -   |
| 1997/98    | «Крылья Советов» Самара         | Кубок России                     | 1/4        | 3          | -          | -   |
| 1998/99    | «Крылья Советов» Самара         | Кубок России                     | 1/16       | 1          | -          | -   |